# Улица Академика Глушко (Москва)
У́лица Акаде́мика Глушко́ — улица в Юго-Западном административном округе города Москвы на территории района Северное Бутово. Расположена между бульваром Дмитрия Донского и Куликовской улицей. Нумерация домов начинается от бульвара Дмитрия Донского.

## Происхождение названия
Получила название 14 апреля 1993 года в честь академика АН СССР Валентина Петровича Глушко (1908—1989), советского учёного в области ракетно-космической техники.

## Здания и сооружения
По нечётной стороне:
- № 13 — отделение МОГТОРЭР № 5 ГИБДД ГУ МВД России по г. Москве (регистрация автомототранспортных средств и прицепов к ним). Это единственное строение на нечётной стороне, в лесном массиве, разделяющем Северное Бутово и Южное Бутово.[3]

По чётной стороне:
- жилая застройка 1990-х гг.

## Транспорт
На улице академика Глушко ходят только два автобуса:
- 213: по всей длине улицы в обоих направлениях
- 523: по всей длине улицы в обоих направлениях